# Terminal Spirit Disease
Terminal Spirit Disease treći je studijski album melodičnog death metal sastava At the Gates. Album je 18. srpnja 1994. godine objavila diskografska kuća Peaceville Records, koja ga je ponovno objavila 2003. godine u digipak inačici s bonus pjesmama.

## Popis pjesama
| 1.    | »The Swarm«                             | Tomas Lindberg         | Anders Björler, Jonas Björler  | 3:28 |
| 2.    | »Terminal Spirit Disease«               | Lindberg               | Anders Björler, Jonas Björler  | 3:39 |
| 3.    | »And the World Returned« (instrumental) |                        | Anders Björler                 | 3:06 |
| 4.    | »Forever Blind«                         | Lindberg               | Anders Björler, Jonas Björler  | 3:59 |
| 5.    | »The Fevered Circle«                    | Lindberg, Alf Svensson | Martin Larsson, Anders Björler | 4:11 |
| 6.    | »The Beautiful Wound«                   | Lindberg               | Anders Björler, Jonas Björler  | 3:53 |
| 7.    | »All Life Ends« (uživo)                 | Svensson               | Svensson                       | 5:17 |
| 8.    | »The Burning Darkness« (uživo)          | Lindberg               | Svensson, Anders Björler       | 2:16 |
| 9.    | »Kingdom Gone« (uživo)                  | Lindberg               | Anders Björler                 | 5:02 |
| 34:51 |                                         |                        |                                |      |

| Bonus pjesme s digipak inačice | Bonus pjesme s digipak inačice                            | Bonus pjesme s digipak inačice | Bonus pjesme s digipak inačice | Bonus pjesme s digipak inačice | Bonus pjesme s digipak inačice | Bonus pjesme s digipak inačice | Bonus pjesme s digipak inačice | Bonus pjesme s digipak inačice | Bonus pjesme s digipak inačice |
| Br.                            | Skladba                                                   | Trajanje                       |                                |                                |                                |                                |                                |                                |                                |
| ------------------------------ | --------------------------------------------------------- | ------------------------------ | ------------------------------ | ------------------------------ | ------------------------------ | ------------------------------ | ------------------------------ | ------------------------------ | ------------------------------ |
| 10.                            | »Windows« (uživo)                                         | 3:54                           |                                |                                |                                |                                |                                |                                |                                |
| 11.                            | »The Red in the Sky Is Ours / The Season to Come« (uživo) | 3:12                           |                                |                                |                                |                                |                                |                                |                                |
| 12.                            | »The Burning Darkness« (uživo)                            | 2:22                           |                                |                                |                                |                                |                                |                                |                                |
| 44:19                          |                                                           |                                |                                |                                |                                |                                |                                |                                |                                |

## Recenzije
Eduardo Rivadavia, glazbeni kritičar sa stranice AllMusic, dodijelio je albumu četiri od pet zvjezdica te je izjavio: "Svojim je trećim albumom, vrlo dotjeranim Terminal Spirit Diseaseom iz 1994., švedski At the Gates podigao svoje kreativne uloge iznad svačijih izvornih očekivanja te je dokazao da je ono što je nekoć bio vrlo standardni i neoriginalni death metal polako postajao istiniti izazivač unutar scene. Od samog početka izvrsne skladbe poput "The Swarm", "Forever Blind" i naslovne pjesme smjelo odlaze u melodičan teritorij kao nikada prije. No one nikad ne napuštaju predodređen put sastava pun zarazne agresije i, što je najbolje, ostaju kratke i slatke za potpuni efekt. A sa svojim ekstremnim (ili takoreći neekstremnim) eksperimentima kao što su potpuno akustična i violončelom ukrašena "And the World Returned", At the Gates je pokazao želju za preinačavanjem koja će kasnije dokazati njegovu hrabrost. Ono što Terminal Spirit Diseaseu u konačnici oduzima par bodova u konačnoj ocjeni njegovo je kratko vrijeme trajanja. Uz jedva šest novih pjesama i tri koncertne snimke starijeg materijala ovo se ponekad više čini kao EP nego kao pravi album. Ali za svakog tko je doista obratio pozornost bilo je očito da je At the Gates bio na vrhuncu nečeg odličnog, možda čak i bitnog u carstvu death/thrash metala. I doista, ova će prijetnja uskoro postati stvarnost zahvaljujući njegovom bezvremenskom naknadnom albumu, Slaughter of the Soul."

## Osoblje
| At the Gates - Tomas Lindberg — vokali - Anders Björler — gitara - Jonas Björler — bas-gitara - Adrian Erlandsson — bubnjevi - Martin Larsson — gitara | Dodatni glazbenici - Peter Andersson — violončelo - Ylva Wahlstedt — violina Ostalo osoblje - Alf Svensson — tekstovi (na pjesmama 5 i 7) - Fredrik Nordström — produkcija, inženjer zvuka - Johan Carlsson — inženjer zvuka |